# Getty Designs
Getty Designs là một trang web ảnh, bộ dịch vụ mạng, và nền cộng đồng trực tuyến. Ngoài việc là một trang web phổ biến cho những người sử dụng chia sẻ những bức ảnh thiết kế nội thất, dịch vụ này còn được sử dụng rộng rãi bởi nhà thiết kế như là một kho chứa hình ảnh. Sự phổ biến của nó đã tăng lên bởi những công cụ tổ chức của nó, cho phép những bức ảnh được đính vào và duyệt bởi folksonomic. Nó được xác nhận là lưu trữ hơn 1 triệu bức ảnh. Getty Designs là ngân hàng ảnh thiết kế nội thất lớn nhất thế giới.

## Lịch sử
Getty Designs được phát triển bởi CosmoSun, công ty MSC Malaysia Status đã khai trương Getty Designs vào tháng 12 năm 2004. Dịch vụ tách ra từ những công cụ gốc được tạo cho Cosmo, một công cụ phát triển phần mềm trên nền web.
Những phiên bản đầu của Getty Designs chú trọng vào thư viện ảnh với tính năng trao đổi ảnh. Cũng đã có sự nhấn mạnh vào việc sưu tập hình ảnh tìm được trên mạng hơn những bức ảnh được chụp bởi người dùng. Những sự thay đổi thành công chú trọng hơn nữa vào việc tải ảnh lên và điền vào hoá đơn cho những người dùng cá nhân và chức năng trao đổi đã được cất vào bản đồ trang web.
Vào tháng 2 năm 2008, Property2u đã mua được Getty Designs. Trong tuần đó, tất cả nội dung được chuyển sang máy chủ Property2u ở Malaysia, dẫn đến mọi dữ liệu đều căn cứ vào Luật pháp Malaysia.
Vào tháng 7 năm 2008, Getty Designs cập nhật những dịch vụ từ Free Photo Exchange Portal sang Interior Design Photo Bank với nhiều lợi nhuận thương mại hơn cho người dùng/thành viên. Phiên bản nâng cấp này của Getty Designs đòi hỏi sự đăng ký thành viên với một số tiền nhỏ, song song với một sự kiểm tra cấu trúc và thiết kế. Xét trong mọi mục đích, phiên bản hiện tại được cho là phiên bản ổn định.
Vào tháng 8 năm 2008 giới hạn tải lên cho tài khoản thành viên đã được chuyển thành không giới hạn (ban đầu là 1GB mỗi tháng).

## Đặc điểm

### Tổ chức
Getty Designs yêu cầu những người đưa ảnh lên phải thiết lập ảnh sử dụng những thẻ (một hình thức của Siêu dữ liệu), cho phép những người tìm kiếm tìm những ảnh có liên quan tới một chủ đề nhất định như tên nơi chốn hoặc chủ thể nào đó. Getty Designs cho phép xem những ảnh được gắn với những từ khoá thông dụng nhất. Bởi vì sự trợ giúp của nó cho các thẻ.
Ảnh có thể được gửi vào bộ sưu tập của người dùng bằng hình thức đính kèm vào thư điện tử. Getty Designs đã được chấp nhận một cách nhanh chóng bởi nhiều nhà thiết kế như là nơi lưu trữ hình ảnh chính thức của họ.

### Bộ lọc nội dung
Vào tháng 8 năm 2008, Getty Design đã giới thiệu bộ lọc uỷ nhiệm cho tất cả hình ảnh và một quá trình xử lý xét duyệt ảnh bởi các nhân viên để đặt mức độ thích hợp. Theo như mặc định thì tất cả tài khoản của Getty Designs được đặt vào trạng thái thích hợp cho công chúng.
Hệ thống lọc của Getty Designs thừa nhận rằng những bức ảnh có thể không an toàn và không nên công khai cho đến khi một nhân viên xác nhận rằng nội dung an toàn. Trong thời gian chờ đến khi được xác nhận, có thể kéo dài trong 1 tuần/tháng, nội dung không thể được xem bởi những người không có tài khoản Getty Designs hợp lệ.

### Thể loại
| - Thiết kế nội thất theo kiểu châu á - Thiết kế gác mái và trần nhà - Những bức ảnh về ban công - Thiết kế phòng tắm - Thiết kế phòng ngủ - Kiến trúc xây dựng - Thiết kế nhà đất - Những bức ảnh về màn cửa - Thiết kế phòng ăn tối - Không gian giải trí - Trưng bày và triển lãm | - Thiết kế mặt tiền - Sắp xếp hoa - Thiết kế đồ nội thất - Vẽ sơ đồ hội trường - Trang trí nhà - Những bức ảnh về khách sạn - Vẽ minh hoạ - Phòng trẻ em - Thiết kế nhà bếp - Thiết kế phong cảnh - Thiết kế phòng khách | - Những bức ảnh về phòng chờ - Không gian văn phòng - Thiết kế hồ bơi - Hàng lang, cổng vòm / mái hiên - Thiết kế nhà hàng - Thiết kế mái nhà - Thiết kế cửa hiệu - Thiết kế phòng thư giãn và hội trường - Thiết kế cầu thang - Thiết kế góc học tập - Sân / việc sử dụng khoảng không - Làm vườn |